# Abbaye Notre-Dame-du-Trésor de Bus-Saint-Rémy
L'abbaye Notre-Dame-du-Trésor est une abbaye cistercienne de femmes ayant existé entre le XIIIe siècle et la Révolution française.
L'abbaye est située à Bus-Saint-Rémy, dans le département de l'Eure, en région Normandie. Fondée par Raoul de Bus, elle comptait parmi les dernières implantations cisterciennes en Normandie.
L'édifice fait l'objet d'une inscription au titre des Monuments historiques depuis 1989 et d'un classement depuis 1992.

## Localisation
L'abbaye Notre-Dame-du-Trésor se situe sur le territoire de la commune de Bus-Saint-Rémy, dans le Nord-Est du département de l'Eure, au sein de la région naturelle du Vexin bossu. Elle se trouve en bordure de la route départementale D 4 qui relie Écos à Saint-Rémy à proximité de la vallée de l'Epte.

## Histoire
L'abbaye a été fondée durant les années 1220 par Raoul de Bus,,,, dans la filiation de Clairvaux. L'établissement fait l'objet d'une riche dotation de la part de Blanche de Castille et de son fils, le roi Saint Louis,, qui y séjournent plusieurs fois,. Son église abbatiale est consacrée en 1232 par Maurice, l'archevêque de Rouen. La construction de l'ensemble de l'édifice semble avoir été achevée avant 1250. 
L'abbaye demeure un établissement prospère jusqu'au XVIIIe siècle comme le prouve la reconstruction du logis de l'abbesse au XVIIe siècle et l'élévation du portail d'entrée monumental en 1735,. Durant ces siècles, 33 abbesses, souvent issues de familles de haute noblesse (Montmorency, Marie Gabrielle Élisabeth de Richelieu, etc.), se succèdent. La dernière abbesse est Marie-Jeanne Vissec de Ganges. Les religieuses, qui étaient 79 au XVIIe siècle, ne sont plus que 21 à la fin du XVIIIe siècle.
À la Révolution, l'abbaye devient un bien national et fait l'objet, alors, de démolitions et de transformation en exploitation agricole,.
De 1811 à 1819, l'abbaye est la propriété de François Robert Drony, maire de Gasny.
En 2007, l'édifice fait l'objet de fouilles archéologiques et des mesures conservatoires sont prises afin de limiter son état de délabrement.

## Architecture

### Présentation générale
L'abbaye Notre-Dame du Trésor conserve, :
- parmi les anciens bâtiments abbatiaux : les ruines de l'église abbatiale et le bâtiment des moniales, le logis de l'abbesse, le logis des hôtes, l'enclos et les jardins.
- de l'important réseau hydrographique : le vaste bassin rectangulaire maçonné qui servait de vivier et alimentait un moulin dont il ne reste que les ruines.

L'accès au domaine se fait par un portail monumental prolongé de chaque côté par une partie de la clôture moderne encore existante. Ce portail s'ouvre sur le logis de l'abbesse. 
De la fondation primitive de l'église, il ne subsiste que la branche sud du transept. Sur celle-ci s'appuie le bâtiment des moniales, long d'une soixantaine de mètres, qui a abrité la salle capitulaire, la grande salle des religieuses et, à l'étage, le dortoir,.

### Un site menacé
Une toiture provisoire a été installée sur le bâtiment des moniales afin d'en éviter la ruine complète. Toutefois, d'autres menaces demeurent :
- l'humidité permanente de certains des  murs, provoquée par l'encaissement de la partie sud du bâtiment, à la suite d'apports successifs de remblais (atteignant une épaisseur de 1,10 m le long de la moitié sud du bâtiment).
- des problèmes de stabilité. La pose de contreforts le long du gouttereau oriental au XVIe siècle et la reprise des piliers et du voûtement de la salle des moniales n'ont pas permis de résoudre totalement ce problème.

## Protection
Font l'objet d'une inscription au titre des monuments historiques par arrêté du 29 décembre 1989 : les façades et les toitures de l'ancien logis de l'abbesse et de l'ancien bâtiment des hôtes ; la clôture de l'enclos abbatial et les vestiges subsistants de l'ensemble des murs de clôture des jardins et potagers, avec leurs points d'eau, et de l'ancien moulin.
Font l'objet d'un classement au titre des monuments historiques par arrêté du 10 février 1992 : les vestiges de l'ancienne église et du bâtiment des moniales, y compris les fragments épars pouvant en provenir, ainsi que les vestiges archéologiques de l'ensemble des bâtiments conventuels démolis, connus ou à découvrir ; l'aire de l'abbaye ; la maquette de l'église ; l'étang-réservoir et ses canalisations ; le portail.

## Armes de l'abbaye

Armes de l'abbaye Notre-Dame du Trésor.

D'azur à une croix d'or cantonnée de quatre besants aussi d'or.